# AAA Auto
AURES Holdings, a.s. (do 28. února 2018 AAA Auto International, a.s.) je provozovatel autobazarů AAA AUTO se sídlem v České republice, kde také vyvíjí největší část svých podnikatelských aktivit, na Slovensku (AUTOCENTRUM AAA AUTO a.s.), v Maďarsku a v Polsku (Autocentrum AAA AUTO sp.z o.o.). Autocentra AAA AUTO se nacházejí ve 22 městech v ČR, 14 v SR, 1 v Maďarsku a 5 v Polsku. V září 2017 společnost obsloužila svého již dvoumiliontého zákazníka.
Skupina AAA AUTO držela za rok 2016 v žebříčku CZECH TOP 100 nejvýznamnějších firem (řazeno dle tržeb) 48. místo. Podle auditovaných hospodářských výsledků za rok 2016 vykázala společnost tržby ve výši 495 milionů € a prodala 68 772 automobilů.
Skupina AAA AUTO působí na trhu již 26 let (od roku 1992), v roce 2017 obdržela od společnosti CZECH TOP 100 ocenění za 25. let úspěšného podnikání. Společnost od roku 2012 nabízí vozy také pod staronovou značkou Mototechna, pod kterou v České i Slovenské republice soustředila nabídku „zánovních“ automobilů. V dubnu 2014 Mototechna zahájila prodej luxusních vozů v novém segmentu Mototechna Premium. Značka AAA AUTO se v rámci studie agentury Ogilvy & Mather z podzimu roku 2013 umístila mezi deseti nejlepšími českými značkami po listopadu 1989. Značka Mototechna se v rámci průzkumu agentury Medea Research objevila i mezi nejoblíbenějšími tradičními českými značkami z období před rokem 1989. V lednu 2018 společnost založila inovativní laboratoř AuresLab, kterou jako výkonný ředitel vede inovátor a startupista Stanislav Gálik.
V červnu 2021 společnost AURES Holdings založila pro obchodování s ojetými vozy na trzích v západní Evropě novou dceřinou firmu pod názvem Driverama. V listopadu 2021 měla již Driverama 5 poboček v Německu.
Obchodní model AAA AUTO je založen na výkupu automobilů za hotové přímo do vlastnictví společnosti, čímž se liší od zbytku trhu, na kterém jsou ojeté vozy prodávány převážně formou rizikového komisního prodeje. AAA AUTO také poskytuje na prodávané vozy doživotní záruku vrácení peněz pro případ problémů s legalitou původu vozidla. Na vozy poskytuje také pojištění mechanických a elektrických závad Carlife a možnost vůz do sedmi dnů vyměnit za jiný.
V září 2007 vstoupila nizozemská mateřská společnost AAA Auto Group N.V. na burzy cenných papíru v Praze a Budapešti, cena jedné akcie při vstupu na burzu byla 55 Kč. Obchodování s akciemi společnosti na obou burzách bylo ukončeno v létě 2013. Před ukončením obchodování nabídla společnost akcionářům odkup za 23,30 Kč za akcii. Od roku 2014 je majoritním vlastníkem skupiny AAA AUTO britsko-polský fond soukromého kapitálu Abris Capital Partners,[ve zdroji nenalezeno] který postupně získal 100% podíl, jež zakoupil za 220 mil. EUR (asi 6 mld. Kč), tedy asi 95 Kč za akcii. Po zákonném odkupu akcií se v červnu 2015 stal fond Abris stoprocentním vlastníkem skupiny. Společnosti ze skupiny se následně spojily v rámci mezinárodní fúze, která znamenala přesun sídla skupiny do České republiky a změnu názvu na AAA Auto International a.s.
Společnost se pro roky 2017 a 2018 stala držitelem prestižního ocenění Superbrands a umístila se na 2. místě v celoevropské soutěži European Business Awards 2016/2017. Značky AAA AUTO a Mototechna jsou oficiálním partnerem české nejvyšší fotbalové soutěže – Fortuna ligy. Vozy z Mototechny v roce 2017 a 2018 jezdili mimo jiné fotbalisté Václav Kadlec, Patrik Schick, Michael Ngadeu nebo herci Václav Vydra či Veronika Žilková. V minulosti mezi nimi byly i herečky Mahulena Bočanová, Kateřina Kristelová, Jana Paulová, Laďka Něrgešová či Miss ČR 2003 Lucie Křížková.. V roce 2023 prodala 100 tisíc vozů.
V roce 2024 se vedení společnosti rozdělilo mezi dva spolugenerální ředitele - Karolínu Topolovou a Petra Vaněčka, oba dlouholeté zaměstnance AAA Auto. Petr Vaněček je ve společnosti mj. zodpovědný za zavádění nástrojů na bázi umělé inteligence do procesu výběru a prodeje ojetých vozů.

## Kontroverze
Společnost byla v roce 2014 pokutována za chyby v nabídkách spotřebitelského úvěru. Neuváděla např. RPSN. Pokuta dosáhla výše 500 000 Kč.
V roce 2017 byla společnosti potvrzena tři roky stará pokuta 100 000 Kč za nesprávné uvedení ujetých kilometrů u jednoho z prodávaných vozů.
V roce 2020 ČOI provedla kontroly stovky autobazarů, každý druhý pak porušil podle inspektorů zákon. Mezi pokutovanými byl i provozovatel sítě autobazarů AAA Auto a autobazaru Auto Diskont, společnost Aures Holdings. Celková výše pokuty byla 1,7 milionu korun. 